# Yahya Ould Hademine
Yahya Ould Hademine (in arabo يحي ولد حدمين; Timbedra, 31 dicembre 1953) è un politico mauritano.
È Primo ministro della Mauritania dall'agosto 2014.